# Панкратовка (Сердобский район)
Панкратовка — деревня в Сердобском районе Пензенской области. Входит в состав Новостудёновского сельсовета.

## География
Деревня расположена в юго-западной части области на расстоянии примерно в 16 километрах по прямой к юго-востоку от районного центра Сердобска.
Часовой пояс
Деревня Панкратовка как и вся Пензенская область, находится в часовой зоне МСК (московское время). Смещение применяемого времени относительно UTC составляет +3:00.

## Население
| 2010 |
| ---- |
| 0    |

Национальный состав
Согласно результатам переписи 2002 года, население отсутствовало.